# Murex pecten
peigne de Vénus
Espèce
Le peigne de Vénus (Murex pecten) est une espèce de mollusques gastéropodes marins de la famille des Muricidae.

## Description
La coquille de ce mollusque est unique car hérissée de dizaines d'aiguilles fines et pointues parfaitement arrangées. Son canal siphonal est particulièrement long. Les aiguilles protègent l'animal des prédateurs mais l'empêchent également de s'enfoncer dans le sable. Comme les autres mollusques du genre Murex, ce gastéropode se nourrit d'autres mollusques (molluscivore).
Bien que relativement commun, les spécimens parfaits sont rares à cause de la fragilité de leurs nombreuses aiguilles. Cette espèce peut atteindre 19 cm.

## Répartition
Originaire de l'océan Pacifique et de l'océan Indien.

## Galerie

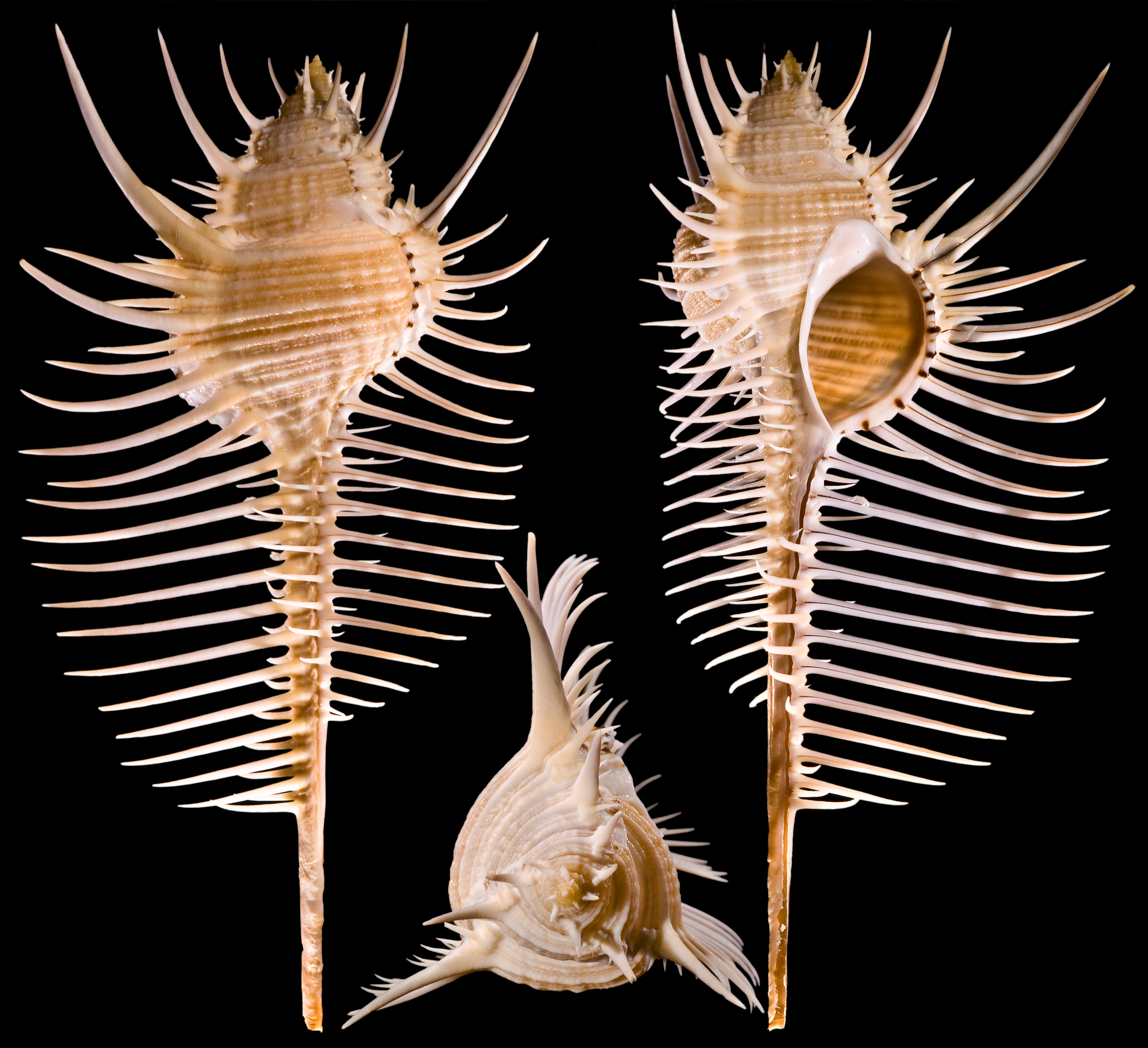
Murex pecten - Apex et profils du même spécimen
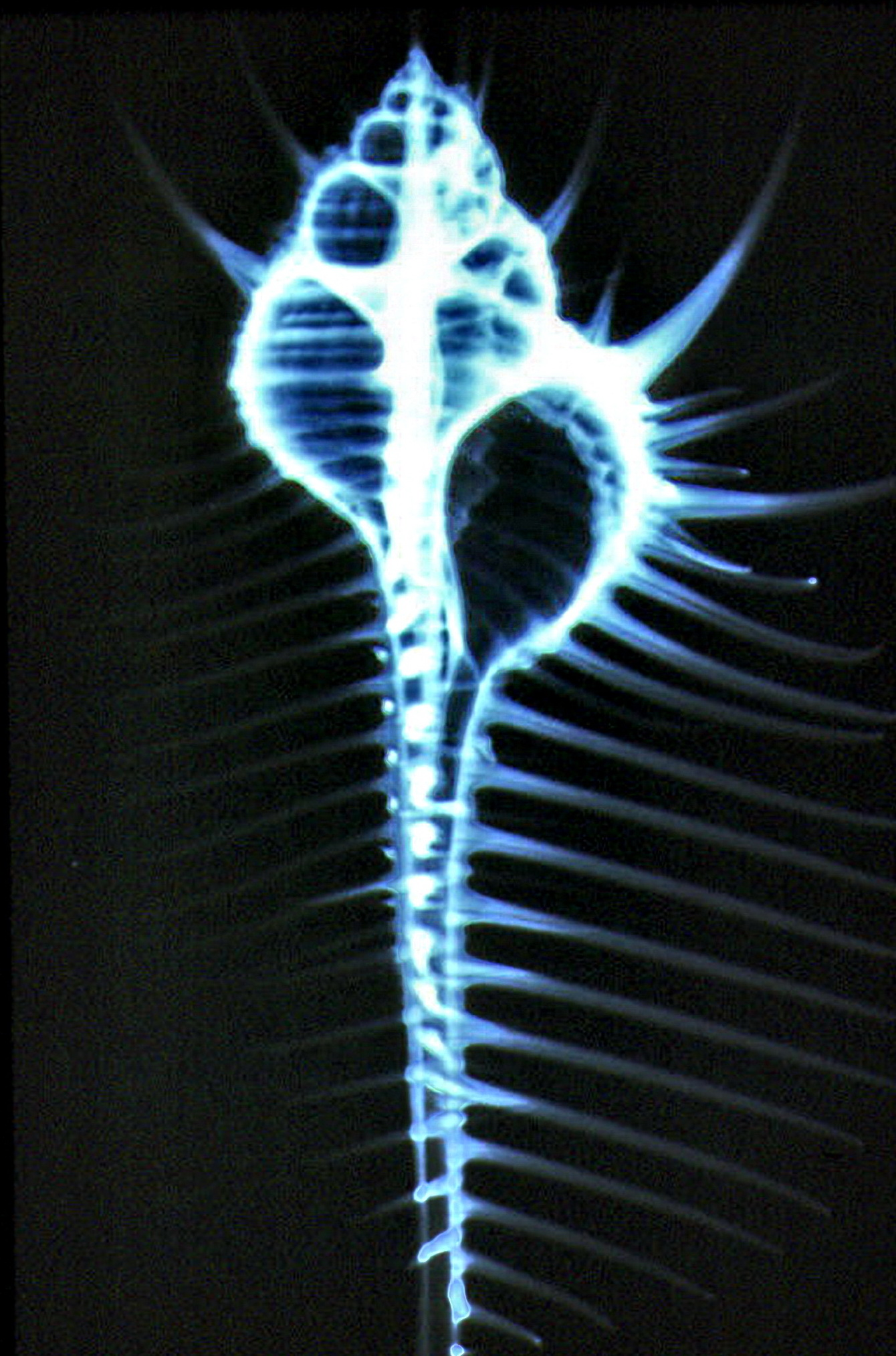
Image radiographique en agrandissement direct de Peigne de Vénus
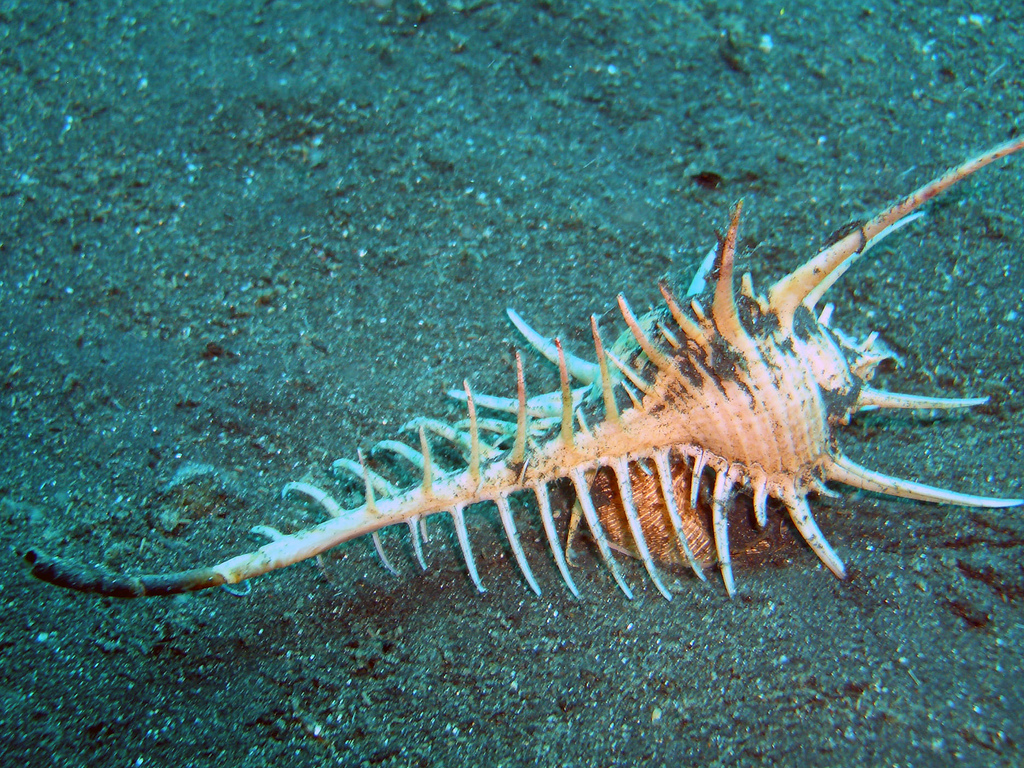
Murex pecten vivant in situ
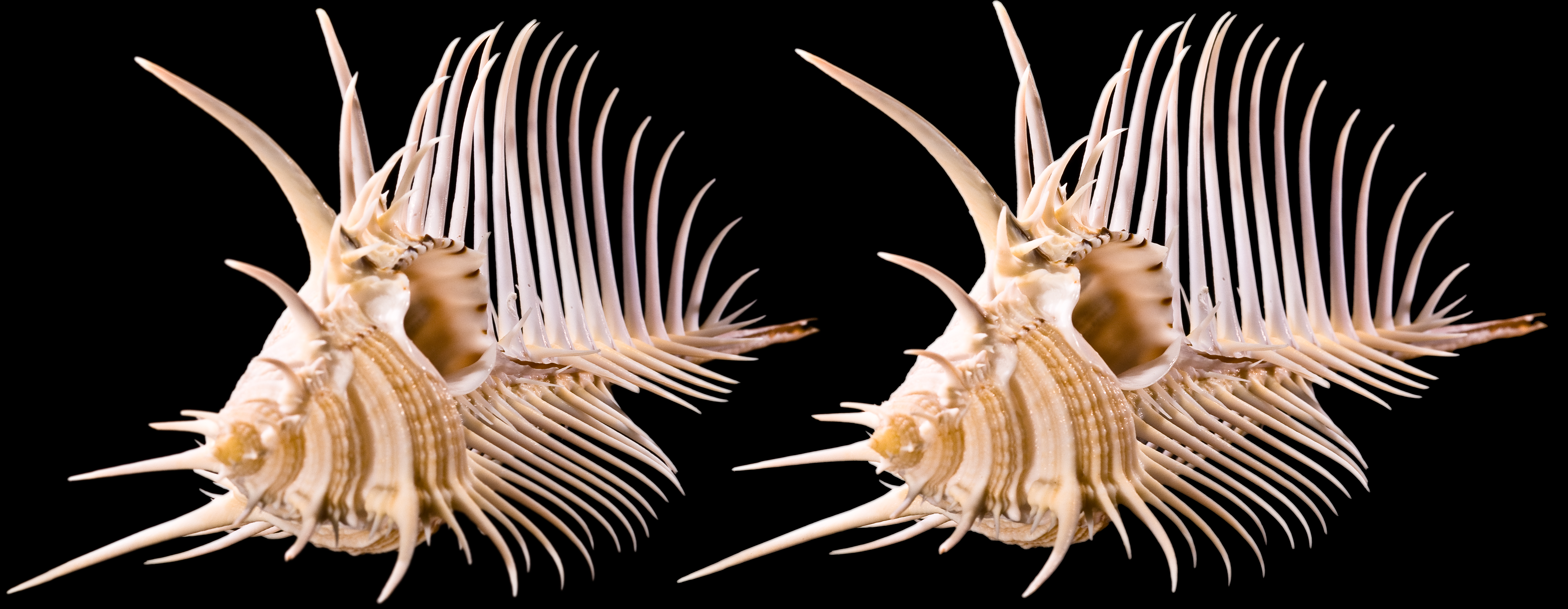
Image stéréoscopique - Murex Pecten